# Étienne-Pierre Lubis
Étienne-Pierre Lubis (1806 - Paris, 13 novembre 1859) est un homme de lettres et journaliste français, qui a fait une carrière dans divers journaux ultra-royalistes et légitimistes La Quotidienne, La Gazette de France, La France et L'Union.

## Biographie
D'origine bordelaise, Lubis fut d‘abord, sous la Restauration, un des rédacteurs de La Quotidienne et de La Gazette de France, et proche de Jacques Honoré Lelarge de Lourdoueix.
En 1828, en tandem avec l'avocat Chauvin-Belliard, il se voit confier la direction de La Correspondance politique et agence des journaux des départements et de l’étranger, appelée aussi Correspondance Justin, par son fondateur Michel-Placide Justin. En 1833, La Quotidienne employait encore « l'érudit Cohen, chargé de traduire les journaux étrangers », emploi supprimé ensuite « par la création des agences qui en fournissent des extraits traduits », s'est souvenu un des rédacteurs.
Lorsque les « feuilles blanches des départements » de la presse légitimiste sont réunies à Paris en congrès ou s'y sont fait représenter, il en obtient la présidence, assisté à la vice-présidence de Lelarge de Lourdoueix, de la Gazette de France.
Après la révolution de juillet 1830, il devint rédacteur en chef du journal La France, fondé vers 1834 à Bordeaux par le vicomte de Baulny pour servir d'organe aux doctrines monarchistes, et où il se fit remarquer par une opposition très vive à la dynastie d’Orléans. Peu à peu, il prend ses distances avec les thèses du journal et adopte une conception absolutiste et antiparlementaire opposée à la ligne autrefois défendue dans La Gazette de France. Amateur de cigares et de théâtres, on l’a décrit comme possédant la parole facile du terroir bordelais, et, en même temps, l'aplomb diplomatique, le sang-froid qui sait procéder par insinuation et tourner une position ardue.
En 1841, il publia des lettres attribuées par La Contemporaine au roi Louis-Philippe. Il fut arrêté, accusé d'avoir commis des faux, mis au secret à Sainte-Pélagie avec son gérant, M. de Montour, mais relâché quelques jours après, car c'était une violation des lois sur la presse, qui ne reconnaissaient de responsabilité que pour le gérant. Il partit pour Londres, tandis que Auguste Johanet le remplaçait comme rédacteur en chef, et fit insérer dans le Sun un article visant à établir l'authenticité des nombreuses lettres en sa possession. Après une inculpation de faux, le ministère public revint à une simple accusation pour offense à la personne du roi et il y eut acquittement.
En 1847, sous la sanction d'un tribunal arbitral, La Quotidienne, L'Écho et La France se réunirent en un seul journal intitulé L’Union monarchique, avec cette devise : « Tout pour la France et par la France. » Lubis en devint le rédacteur en chef, conjointement avec Pierre-Sébastien Laurentie, ex-professeur de rhétorique au collège Stanislas qui avait fondé Le Rénovateur puis été, à partir de 1828, chargé de La Quotidienne. Dans Les dernières années, il se fit adjoindre comme co-rédacteur en chef Henri de Riancey, représentant à l'Assemblée législative.
Professeur d'un cours d'histoire à l'Athénée de Paris, Lubis est aussi l’auteur d'une Histoire de la Restauration, publiée en 1848 avec une réédition en 1856, ouvrage au service des idées légitimistes.